# Episodi di Phyllis (prima stagione)
La prima stagione della serie televisiva statunitense Phyllis, composta da 24 episodi, è stata trasmessa negli Stati Uniti dall'8 settembre 1975 al 1º marzo 1976 sulla CBS, posizionandosi al 6º posto nei rating Nielsen di fine anno con il 24,5% di penetrazione e con una media superiore ai 17 milioni di spettatori.
In Italia la stagione è stata trasmessa su Canale 5 dal 1981.
| n° | Titolo originale                     | Prima TV USA      | Titolo italiano               | Prima TV Italia |
| -- | ------------------------------------ | ----------------- | ----------------------------- | --------------- |
| 1  | Pilot                                | 8 settembre 1975  |                               |                 |
| 2  | Bess, is You a Woman Now?            | 15 settembre 1975 |                               |                 |
| 3  | Up For Grabs                         | 22 settembre 1975 |                               |                 |
| 4  | Leaving Home                         | 29 settembre 1975 |                               |                 |
| 5  | The First Day                        | 6 ottobre 1975    |                               |                 |
| 6  | Phyllis Takes Piano Lessons          | 13 ottobre 1975   |                               |                 |
| 7  | Phyllis's Garage Sale                | 20 ottobre 1975   |                               |                 |
| 8  | The First Date                       | 27 ottobre 1975   |                               |                 |
| 9  | All Together Now                     | 3 novembre 1975   |                               |                 |
| 10 | Audrey Leaves Jonathan               | 10 novembre 1975  |                               |                 |
| 11 | Phyllis Opens Julie's Heart          | 17 novembre 1975  |                               |                 |
| 12 | So Lonely I Could Cry                | 24 novembre 1975  |                               |                 |
| 13 | Phyllis and the Little People        | 1º dicembre 1975  |                               |                 |
| 14 | There's No Business Like No Business | 8 dicembre 1975   |                               |                 |
| 15 | Paging Dr. Lindstrom                 | 29 dicembre 1975  |                               |                 |
| 16 | The $17,623,419.53 Man               | 5 gennaio 1976    |                               |                 |
| 17 | Honor Thy Mother Dexter              | 12 gennaio 1976   | Che donna quella mamma Dexter |                 |
| 18 | Phyllis in Love                      | 19 gennaio 1976   |                               |                 |
| 19 | Crazy Mama                           | 26 gennaio 1976   |                               |                 |
| 20 | A Man, a Woman and Another Woman     | 2 febbraio 1976   |                               |                 |
| 21 | Leo's Suicide                        | 9 febbraio 1976   |                               |                 |
| 22 | Sonny Boy                            | 16 febbraio 1976  |                               |                 |
| 23 | Widows, Merry and Otherwise          | 23 febbraio 1976  | Vedove allegre e non...       |                 |
| 24 | The Triangle                         | 1º marzo 1976     |                               |                 |